# Dampskibsselskabet Øresund
ØresunDSBådene var et dansk-svensk rederi stiftet i marts 1900, via de 2 bagved liggende selskaber "Dampskibsselskabet Øresund A/S (DSØ) og "Svenska Rederi AB Öresund" (SRÖ).
Rederiet indledte sejladsen 1. april 1900 ved at overtage DFDS' aktiviteter på Øresund inkl. anløbsfaciliteter langs den danske Øresundskyst.
De to underliggende rederier blev efter flere forsøg før 2. verdenskrig fra de to staters side endeligt overtaget af den danske og svenske stat, da den svenske stat via Statens Järnvägar overtog Svenska Rederi AB Öresund i november 1943 og den danske stat 16. december 1943 via DSB overtog Dampskibsselskabet Øresund A/S. Teknisk skæringsdato blev iflg. avis fastsat til den 1. januar 1944.
De små kystbåde fulgte ikke med i 1943, men overflyttet til et svensk hhv. dansk nyoprettet aktieselskab, således at m.s. Gefion og m.s. Gylfe (som lå oplagt i Malmø), som i juni 1941 blev overført til det svenske selskab Rederiaktiebolaget Öresund, blev nu solgt til et svensk nyoprettet selskab - "Rederi AB Sjollen" og m.s. Den lille Havfrue og m.s. Kirsten Piil blev solgt til et nyt dansk selskab "Øresunds Kystfart A/S".
Rederiet drev ruterne mellem København - Malmø, København - Helsingborg samt kystruter langs den danske Øresundskyst, herunder i samarbejde med Landskrona Stad rute København - Landskrona, herunder til Mölle (nord for Helsingborg), samt Hven.
Frem til 1939 blev Øresunds-kystruterne på den danske side reduceret til sejlads mellem København - Bellevue.
Den 8. april 1960 oprettede man bilfærgeruten Dragør-Limhamn.
Den 30. maj 1965 overtog man fra Rederi AB Sundfart den i juni 1963 oprettede flyvebådsrute København - Malmø. Flyvebådene udvidede i de senere år også med sejlads til Landskrona, Helsingborg og Hven.
I 1973 overtog Svenska Rederi AB Öresund Malmö-Travemunde Linjen fra moderselskabet Svenska Järnvägar. Gennem samarbejde med Trave Line I Helsingborg oprettes Saga-Linien og nogle år år senere udvikles samarbejde til at også at omfatte T-T. Line i Trelleborg under det nye navn TT-Saga-Line og hele Tysklandstrafikken flyttedes til Trelleborg-Travemunde.
Selskabet indgik i 1997, efter at DSB havde overtaget den svenske andel, i dansk-tyske Scandlines.
Bilfærgeforbindelsen mellem Dragør og Limhamn blev indstillet i 1999, i forbindelse med at den tværpolitiske Liste T fik flertal i Dragør kommunalbestyrelse.
I 2002 indstilledes ruterne mellem København og Malmø.

## Skibsliste
- h.d. Lund ex. Arboga I bygget 1861 - ejet 1900 - 1901
- h.d. Öresund ex. Lorne bygget 1871 - ejet 1900 - 1901
- h.d. Gjedser ex. Clandeboye bygget 1887 - ejet 1900 - 1904
- s.s. Malmö bygget 1869 - ejet 1900 - 1905
- s.s. Landskrona ex. Helsingborg bygget 1884 - ejet 1900 - 1918
- h.d. Gylfe bygget 1874/75 - ejet 1900 - 1923
- h.d. Gefion bygget 1873/1874 - ejet 1900 - 1931
- s.s. Saltholm bygget 1882 - ejet 1900 - 1936
- s.s. Hven ex. Hveen bygget 1881/82 - ejet 1900 - 1939
- s.s. Öresund bygget 1904 - ejet 1904 - 1957
- s.s. Sverige bygget 1908 - ejet 1908 - 1917
- s.s. Helsingborg ex. Hälsingborg bygget 1912 - ejet 1912 - 1955
- s.s. Malmö ex. Malmø bygget 1913 - ejet 1913 - 1961
- s.s. Sverige bygget 1928/29 - ejet 1928 - 1960
- m.s. Sundet I bygget 1931 - ejet 1931 - 1943
- s.s. Bellevue ex. Strandgreven ex. Horns Herred ex. Möwe bygget 1908 - ejet 1932 - 1934
- m.s. Charlottenlund (ex. ? *) ex. Expres 2 bygget 1912 - ejet 1932 - 1934
- m.s. Klampenborg (ex. ?*) ex. Expres 1 bygget 1912 - ejet 1932 - 1934
- m.s. Syltholm bygget 1914 - ejet 1932 - 1934
- m.s. Taarbæk (ex. ? *) ex. Expres 3 bygget 1915 - ejet 1932 - 1934
- m.s. Gefion bygget 1933 - ejet 1933 - 1946
- m.s. Gylfe bygget 1933 - ejet 1933 - 1946
- m.s. Sankt Ibb bygget 1934/35 - ejet 1934 - 1962
- s.s. Bellevue ex. Codan bygget 1916 - ejet 1935 - 1941
- m.s. Den Lille Havfrue bygget 1935 - ejet 1935 - 1943
- m.s. Kirsten Piil bygget 1935 - ejet 1935 - 1943
- s.s. Örnen ex. Ørnen bygget 1909 - ejet 1951 - 1959
- m.s. Absalon bygget 1954/55 - ejet 1954 - 1975
- m.s. Gripen bygget 1955/56 - ejet 1955 - 1976
- m.s. Habicht II, ex. Baltica ex. Örestad ex. Alte Liebe bygget 1959 charter 1978 (sommer)
- m.s. Dragør bygget 1959/60 - ejet 1959 - 1969
- m.s. Öresund bygget 1959/60 - ejet 1959 - 1981
- m.s. Limhamn bygget 1960 - ejet 1960.- 1969
- h.s. Westfoil bygget 1961 - charter 1965 - 1967
- m.s. Ørnen bygget 1961/62 - ejet 1962 - 1980
- m.s. Drogden bygget 1964 - ejet 1964 - 1977
- h.s. Flyvefisken bygget 1965 - ejet 1965 - 1984
- h.s. Svalan bygget 1965 - ejet 1965 - 1983
- m.s. Gustav Vasa bygget 1965 - SRÖ 1971 - 1973
- h.s. Tärnan bygget 1966 - ejet 1966 - 1983
- m.s. Saltholm bygget 1966 - ejet 1966 - 1978
- m.s. Kronprins Carl Gustav bygget 1966 - SRÖ 1971 - 1975
- h.s. Springeren bygget 1967 - ejet 1967 - 1985
- m.s. Hamlet bygget 1968 - ejet 1969 - 1996
- m.s. Ofelia bygget 1968 - ejet 1969 - 1996
- h.s. Prince of the Waves bygget 1968 - charter 1974
- h.s. Queen of the Waves bygget 1970 - charter 1974
- h.s. Princess of the Waves bygget 1971 - charter 1974
- m.s. Svea Scarlett bygget 1971 - ejet 1980 - 1982
- m.s. Scania bygget 1972 - ejet 1972 - 1999
- h.s. Løberen bygget 1972 - ejet 1972 - 1985
- h.s. Viggen bygget 1973 - ejet 1973 - 1987
- m.s. Gustav Vasa bygget 1973 - SRÖ 1973 - 1975
- m.s. Stella Scarlett bygget 1974 - ejet 1980 - 1981
- m.s. Nils Dacke bygget 1975 - SRÖ 1975 - 1976
- h.s. Tunen bygget 1977 - ejet 1977 - 1993
- h.s. Tranen bygget 1977 - ejet 1977 - 1993
- h.s. Tumleren senere som Siken bygget 1979 - ejet 1979 - 1984/1991
- h.s. Jetcat 1 bygget 1984 - charter 1986 - 1987
- h.c. Liv Viking bygget 1984 - ejet 1984 - 1994
- h.c. Freja Viking bygget 1984 - ejet 1984 - 1994
- h.s. Lommen bygget 1985 - ejet 1985 - 1996
- h.s. Ørnen bygget 1986 - ejet 1986 - 1997
- h.s. Pilen 3 bygget 1988 - ejet 31.05.2001 - 11.06.2001 (Scandlines A/S)
- h.c. Idun Viking bygget 1989 - ejet 1989 - 1994
- h.s. Løberen bygget 1990 - ejet 1990 - 2001
- h.s. Svalan ex. Merkurly bygget 1990 - ejet 1995 - 2002
- h.s. Ørnen ex. Solovkly bygget 1990 - ejet 1997 - 2001
- h.s. Springaren bygget 1991- ejet 1991 - 2001
- h.s. Sjöbjörnen ex. Søbjørnen ex. Søløven bygget 1991/92- ejet 1991 - 2002
- h.s. Sælen ex. Søløven II bygget 1992 - ejet 1992 - 2002
- h.s. Flyvefisken (type Foilcat) bygget 1992 - charter 1992 - 1993
- h.s. Kraka Viking bygget 1994 - ejet 1994 - 2001
- h.s. Sifka Viking bygget 1994 - ejet 1994 - 2001
- h.s. Felix bygget 1996 - ejet 1996 - 1999

- Skibene: Charlottenlund - Klampenborg - Taarbæk havde i perioden 1928 -1932 navnene hhv. Sundgreven, Klampenborg I og Klampenborg II (før DSØ ejerskab. regi) Endnu ikke lokaliseret nøjagtig fordeling af navnene i perioden 1928 -1932.
- Skibene m.s. Gefion og m.s. Gylfe blev i juni 1941 overført fra Dampskibsselskabet Øresund A/S - til Svenska rederiaktiebolaget Öresund.